# Miami Heat 2001-2002
La stagione 2001-02 dei Miami Heat fu la 14ª nella NBA per la franchigia.
I Miami Heat arrivarono sesti nella Atlantic Division della Eastern Conference con un record di 36-46, non qualificandosi per i play-off.

## Risultati
| Squadra            | V  | P  | PCT  | GB |
| ------------------ | -- | -- | ---- | -- |
| N.J. Nets          | 52 | 30 | 63,4 | -  |
| Boston Celtics     | 49 | 33 | 59,8 | 3  |
| Orlando Magic      | 44 | 38 | 53,7 | 8  |
| Philadelphia 76ers | 43 | 39 | 52,4 | 9  |
| Wash. Wizards      | 37 | 45 | 45,1 | 15 |
| Miami Heat         | 36 | 46 | 43,9 | 16 |
| N.Y. Knicks        | 30 | 52 | 36,6 | 22 |

## Roster
| N° | Naz.                     | Ruolo | Sportivo           | Anno | Alt. | Peso \|\| |
| -- | ------------------------ | ----- | ------------------ | ---- | ---- | --------- |
| 1  | Stati Uniti (bandiera)   | G     | Rod Strickland     | 1966 | 191  | 79        |
| 3  | Stati Uniti (bandiera)   | A     | LaPhonso Ellis     | 1970 | 203  | 109       |
| 4  | Stati Uniti (bandiera)   | GA    | Sam Mack           | 1970 | 201  | 100       |
| 5  | Stati Uniti (bandiera)   | G     | Eddie House        | 1978 | 185  | 82        |
| 6  | Stati Uniti (bandiera)   | GA    | Eddie Jones        | 1971 | 198  | 86        |
| 8  | Stati Uniti (bandiera)   | A     | Tang Hamilton      | 1978 | 203  | 100       |
| 12 | Stati Uniti (bandiera)   | G     | Mike James         | 1975 | 188  | 188       |
| 13 | Stati Uniti (bandiera)   | G     | Kendall Gill       | 1968 | 196  | 88        |
| 15 | Stati Uniti (bandiera)   | AC    | Chris Gatling      | 1967 | 208  | 100       |
| 22 | Nuova Zelanda (bandiera) | AC    | Sean Marks         | 1975 | 208  | 113       |
| 24 | Stati Uniti (bandiera)   | G     | Jim Jackson        | 1970 | 198  | 100       |
| 25 | Stati Uniti (bandiera)   | G     | Anthony Carter     | 1975 | 185  | 86        |
| 33 | Stati Uniti (bandiera)   | C     | Alonzo Mourning    | 1970 | 208  | 109       |
| 35 | Stati Uniti (bandiera)   | A     | Malik Allen        | 1978 | 208  | 116       |
| 44 | Stati Uniti (bandiera)   | A     | Brian Grant        | 1972 | 206  | 115       |
| 50 | Georgia (bandiera)       | C     | Vladimer St'epania | 1976 | 213  | 107       |
| 52 | Stati Uniti (bandiera)   | C     | Ernest Brown       | 1979 | 213  | 111       |

## Staff tecnico
- Allenatore: Pat Riley
- Vice-allenatori: Bob McAdoo, Stan Van Gundy, Marc Iavaroni, Erik Spoelstra, Keith Askins
- Preparatore fisico: Bill Foran